# 桃子碗
桃子碗（英語：Peach Bowl）是美国大学美式足球的年度碗赛之一，创办于1968年。目前每年在佐治亚州亚特兰大的梅賽德斯-賓士體育場体育场举行。
自2014赛季开始，桃子碗成为了参加大学美式足球季后赛的六大碗赛之一，从2016年开始每隔三年会举办一次全国半决赛。